# Stone Age
Stone Age is een compilatiealbum van The Rolling Stones. Het werd uitgegeven in 1971 door het label Decca Records. Het bereikte nummer 4 in de Britse hitlijst.

## Nummers
Alle nummers zijn door Mick Jagger en Keith Richards geschreven tenzij anders is aangegeven.
1. Look What You've Done (McKinley Morgenfield)
2. It's All Over Now (Bobby & Shirley Womack)
3. Confessin' The Blues (Walter Brown/Jay McShann)
4. One More Try
5. As Tears Go By (Mick Jagger/Keith Richards/Andrew Oldham)
6. The Spider and the Fly (Nanker Phelge)
7. My Girl (Smokey Robinson/ Ronald White)
8. Paint It, Black
9. If You Need Me (Wilson Picket/Robert Bateman/Sander)
10. The Last Time
11. Blue Turns to Grey
12. Around and Around (Chuck Berry)